# ハーシュタ (哨戒艦)
ハーシュタ（ノルウェー語: KV Harstad / ペナント・ナンバー: W318 / 船舶コード: LMXQ）は、ノルウェー沿岸警備隊の哨戒艦である。船名は北ノルウェーの港湾都市ハーシュタに由来する。

## 性能
ロールスロイス・マリーン社設計の「ハーシュタ」は、哨戒任務だけでなく緊急時には大型(20万トンまで)の石油タンカーを牽引したり、海上流出した石油を除去したり、消防活動にも使用される多目的船舶として、UT 512級からの拡大版として建造された。最も一般的な用途は漁業の監視とノルウェーの排他的経済水域の調査と海難救助である。大型の石油タンカーが航行するノルウェーの沿岸域ではこの種の艦艇が必要とされる。